# 강의찬
강의찬(2001년 1월 9일 ~ )는 대한민국의 축구 선수로, 포지션은 공격수이다.